# Davis Martens
Jeffry-Davis Martens (* 13. September 1989 in Gummersbach) ist ein ehemaliger deutscher Basketballspieler.

## Werdegang
Martens schaffte aus der Kölner Jugend den Sprung in die Profimannschaft RheinEnergie Köln. Er kam 2006/07 auf zwei und 2007/08 auf 17 Einsätze in der Basketball-Bundesliga.
Martens ging in die Vereinigten Staaten, setzte dort in der Saison 2008/09 Schulbildung und Leistungssport an der Patterson School im Bundesstaat North Carolina fort. Ab 2009 studierte er am Siena College im Bundesstaat New York und gehörte der Basketball-Hochschulmannschaft an. Da er in Köln als Amateur mit Berufsbasketballspielern zusammengespielt hatte, durfte Martens in der Saison 2009/10 an den ersten zwölf Begegnungen laut Regelwerk des Hochschulsportverbands NCAA nicht teilnehmen. Der 2,06 Meter große Martens bestritt bis 2013 insgesamt 75 Spiele für Siena, in denen er Mittelwerte von 2,2 Punkten und 1,8 Rebounds verbuchte. Hernach trat er im leistungsbezogenen Basketballsport nicht mehr in Erscheinung. Martens wurde beruflich als Geschäftsmann in London tätig.